# Ерицян, Серго Саркисович
Серго́ Сарки́сович Ериця́н (арм. Սերգո Սարգսի Երիցյան, 11 июня 1957 село  Чочкан, Алавердинский район — 23 июня 2023) — армянский общественный и политический деятель.
- 1974—1975 — рабочий; освобождённый 1-й секретарь ЛКСМ совхоза Чочкан.
- 1975—1978 — Ереванский государственный университет; филологический факультет; отделение журналистики.
- 1978—1981 — Московский государственный университет; факультет журналистики; тележурналист; кандидат филологических наук.
- 1981—1987 — редактор отдела пропаганды гостелерадио Армении.
- 1984—1987 — аспирант МГУ.
- 1987—1991 — заведующий отделом социологии гостелерадио Армении.
- 1991—1999 — главный редактор центра изучения общественного мнения.
- 1999—2003 — автор и ведущий программы «Взгляд в прошлое» телекомпании «Ереван».
- 1991—2003 — автор и ведущий программы «Мнение» общественного радио Армении.
- 1981—2003 — автор и ведущий программы «Мнение» общественного телевидения Армении. Член союза журналистов.
- С 1998 — член политсовета партии «Оринац Еркир», а с 2002 — заместитель председателя.
- 1995—1999 — депутат парламента. Член постоянной комиссии  по науке, образованию, культуре и делам молодёжи.
- 1999—2003 — вновь депутат парламента. Член постоянной комиссии  по науке, образованию, культуре и делам молодёжи.
- 2003—2006 — министр образования и науки Армении.
- 2006—2008 — советник президента Армении.
- С 2010 - начальник государственной инспекции языка Армении.